# Provincia de Nueva Bretaña Occidental
Nueva Bretaña Occidental es una de las veinte divisiones administrativas del estado independiente de Papúa Nueva Guinea. La única frontera terrestre de la provincia es con la provincia de Nueva Bretaña Oriental. La capital de la provincia es la ciudad de Kimbe.

## Geografía y población
La superficie de la provincia es de 20.387 kilómetros cuadrados y, según el censo de 2011, contaba con una población de 264.264 habitantes, con lo cual la densidad es de casi 13 habitantes por kilómetro cuadrado.
Hay siete tribus principales en la provincia: los nakanai, bakovi, kove, unea, maleu y arowe, que hablan alrededor de 25 idiomas distintos, algo que no es tan extraño en Papúa Nueva Guinea, en donde la diversidad lingüística es una de las mayores del planeta.
A los habitantes de Nueva Bretaña Oriental se los conoce como "kombes" en el conjunto de Papúa Nueva Guinea, en referencia metonímica al pueblo más numeroso de la región, el kove (o kombe). La antropóloga estadounidense Ann Chowning (1929-2016) informó sobre el pueblo kove en la revista National Geographic durante la década de 1960. Dentro de Papúa Nueva Guinea se destacan por su práctica de la superincisión del pene (entre los habitantes de Papua Nueva Guinea, la circuncisión se conoce generalmente, aunque de manera inexacta, como "el corte kombe"), pero anteriormente se practicaba en otras regiones costeras del norte de la isla de Nueva Guinea y de las islas de Nueva Guinea.

## Religión
La religión predominante es la católica, aunque hay una considerable presencia anglicana en el extremo occidental de la provincia. Además, el arzobispo James Ayong, Primado Anglicano de Papúa Nueva Guinea, es originario de esta provincia.

## Economía
Nueva Bretaña Oriental produce aceite de palma para la exportación y cuenta con grandes plantaciones de palma aceitera en la costa septentrional de la provincia, especialmente en la región de Kimbe. Hay actividades madereras en el interior y en la costa meridional. El centro de buceo Walindi, cerca de Kimbe, es un destino turístico para los visitantes de Papúa Nueva Guinea.
En 2019, tenía un Índice de desarrollo humano medio, de 0.595, lo que la situaba en la sexta posición de entre las 22 provincias de Papúa Nueva Guinea. 

## Distritos
Esta provincia se divide en dos distritos: Talasea, con capital en Kimbe; y Kandrian-Gloucester, con capital en Kandrian.